# Shulamit Aloni
Shulamit Aloni in ebraico שולמית אלוני‎? (Polonia, 27 dicembre 1928 – Kfar Shmaryahu, 24 gennaio 2014) è stata una politica israeliana.
Fondatrice del partito Ratz, è stata leader del partito di sinistra Meretz nonché ministra dell'educazione dal 1992 al 1993 e Ministra delle comunicazioni e della scienza e della cultura fino al 1996. Nel 2000 ha ricevuto il Premio Israele.

## Biografia

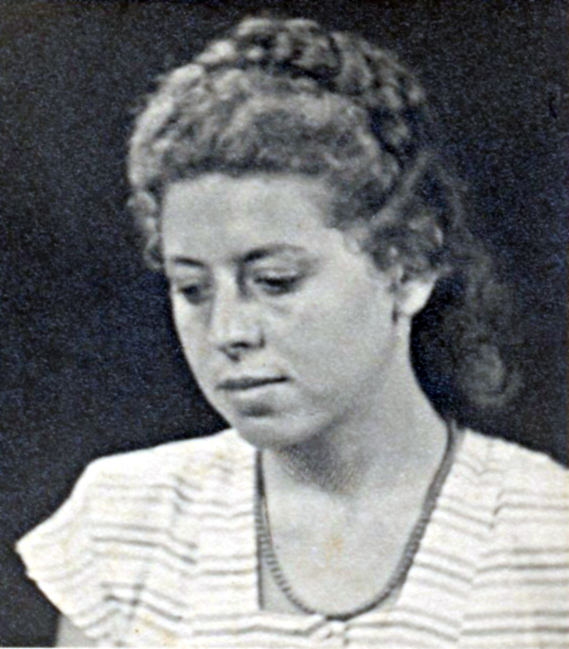
Aloni negli anni '40.

Aloni nasce nella Polonia interbellica come Shulamit Adler. Sua madre era una sarta e suo padre era un falegname, entrambi discendenti da famiglie rabbiniche polacche. Gli Adler emigrano nel Mandato britannico della Palestina negli anni '30, e Shulamit cresce a Tel Aviv. Durante la seconda guerra mondiale, mentre i suoi genitori prestavano servizio nell'esercito britannico, Shulamit è in collegio. Da giovane diviene membro del movimento socialista sionista Hashomer Hatzair e del Palmach. Durante la guerra arabo-israeliana del 1948, Shulamit partecipa ai combattimenti per la Città Vecchia di Gerusalemme e fu catturata dalle forze giordane. In seguito all'istituzione dello stato di Israele, Shulamit Adler ha lavorato con i bambini rifugiati e ha contribuito a creare una scuola per bambini immigrati. Ha insegnato in una scuola mentre studiava diritto. Dopo il suo matrimonio nel 1952 con Reuven Aloni, il fondatore della Israel Lands Administration, si trasferì a Kfar Shmaryahu.
Aloni si iscriva al partito Mapai in 1959. Lavora inoltre come avvocato e come presentatrice del programma radiofonico Outside Working Hours che si occupa di diritti umani e diritti delle donne. Scrive inoltre editoriali per vari giornali israeliani.

## Carriera politica

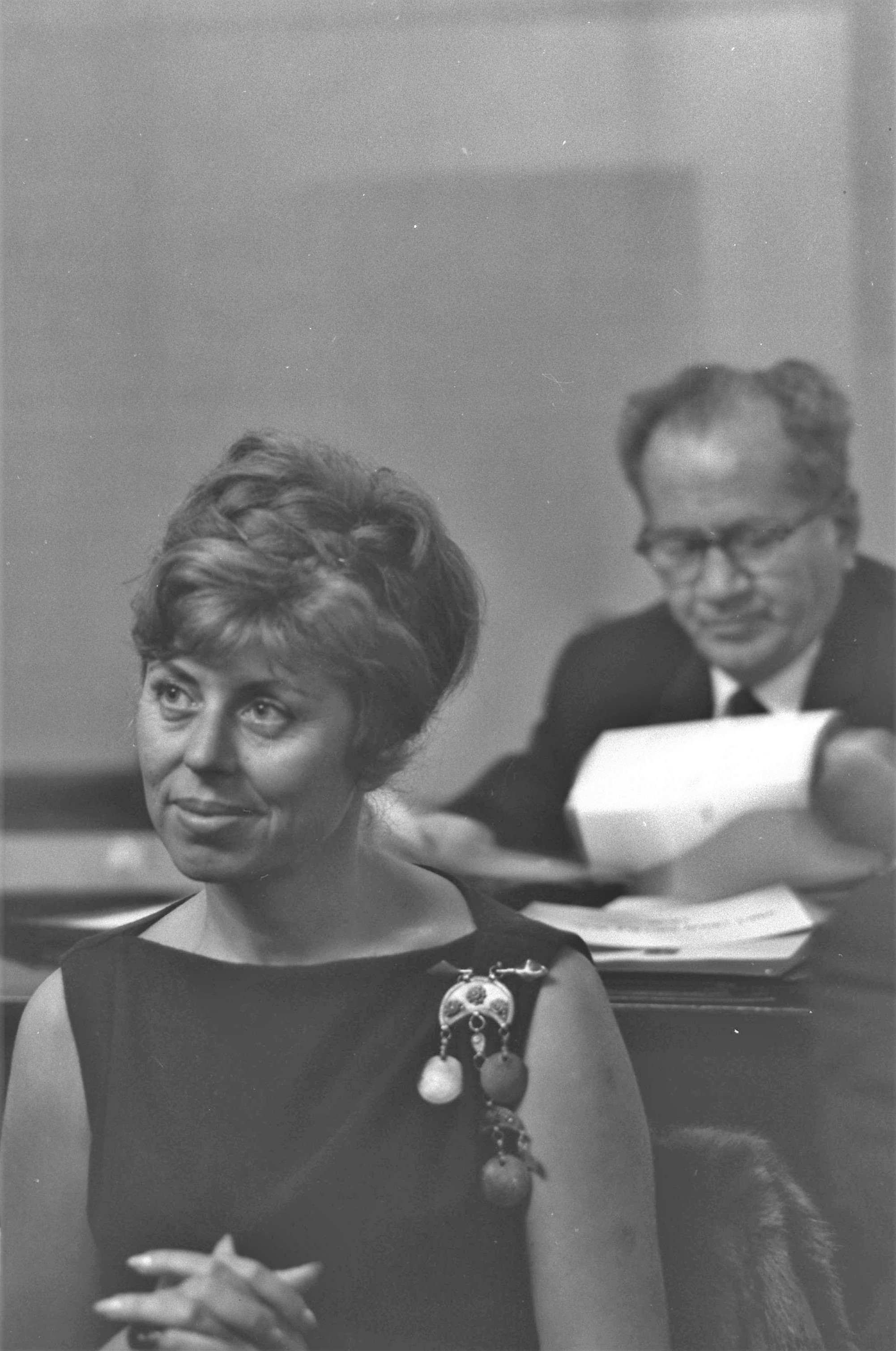
Aloni alla Knesset nel 1965

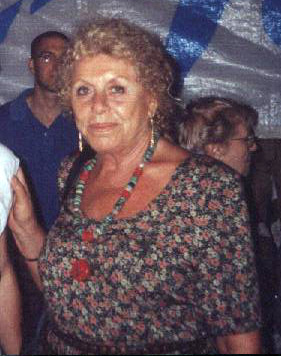
Aloni nel 2002 ad una dimostrazione di Peace Now.

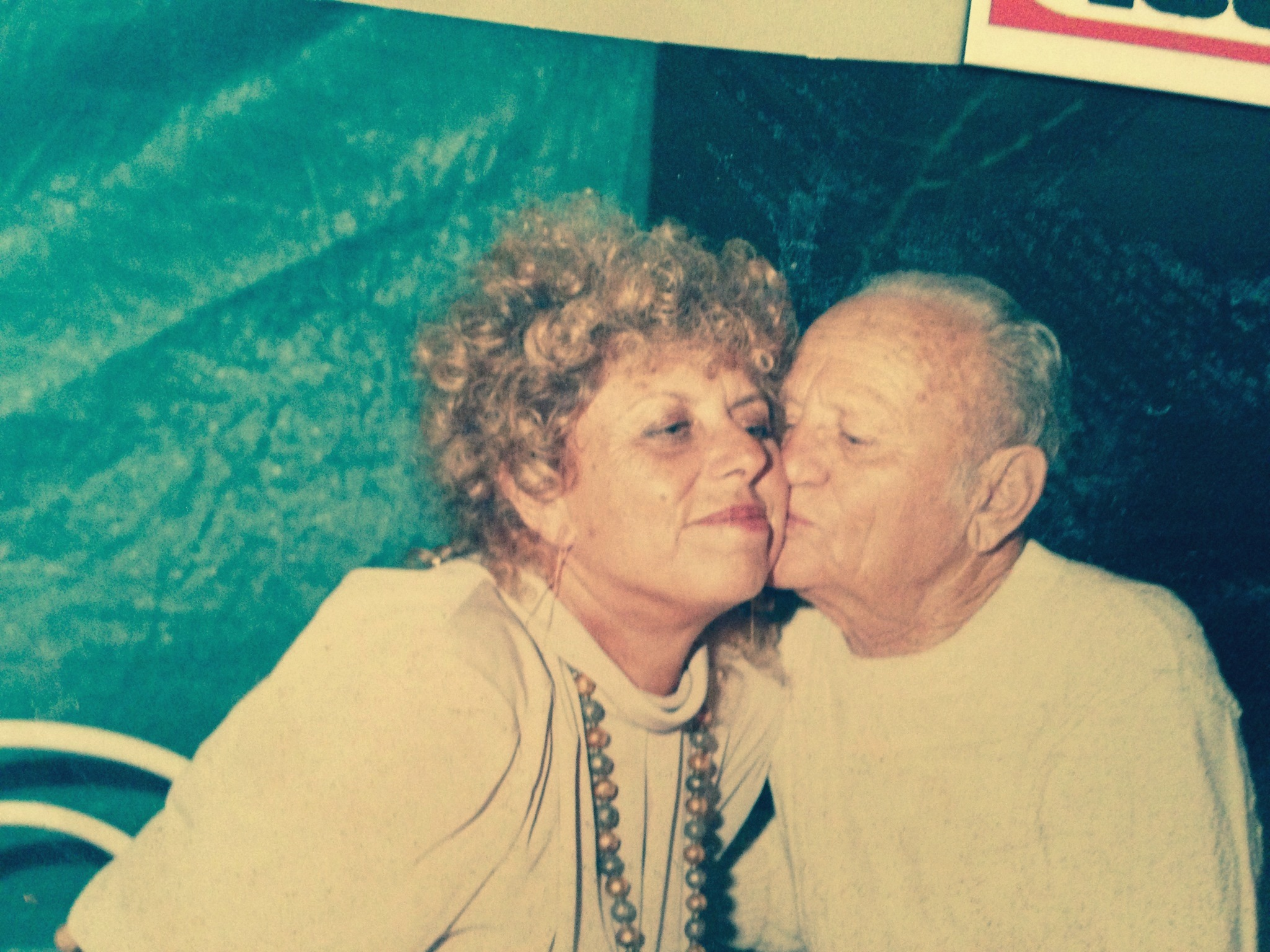
Shulamit e Reuven Aloni negli anni '80.

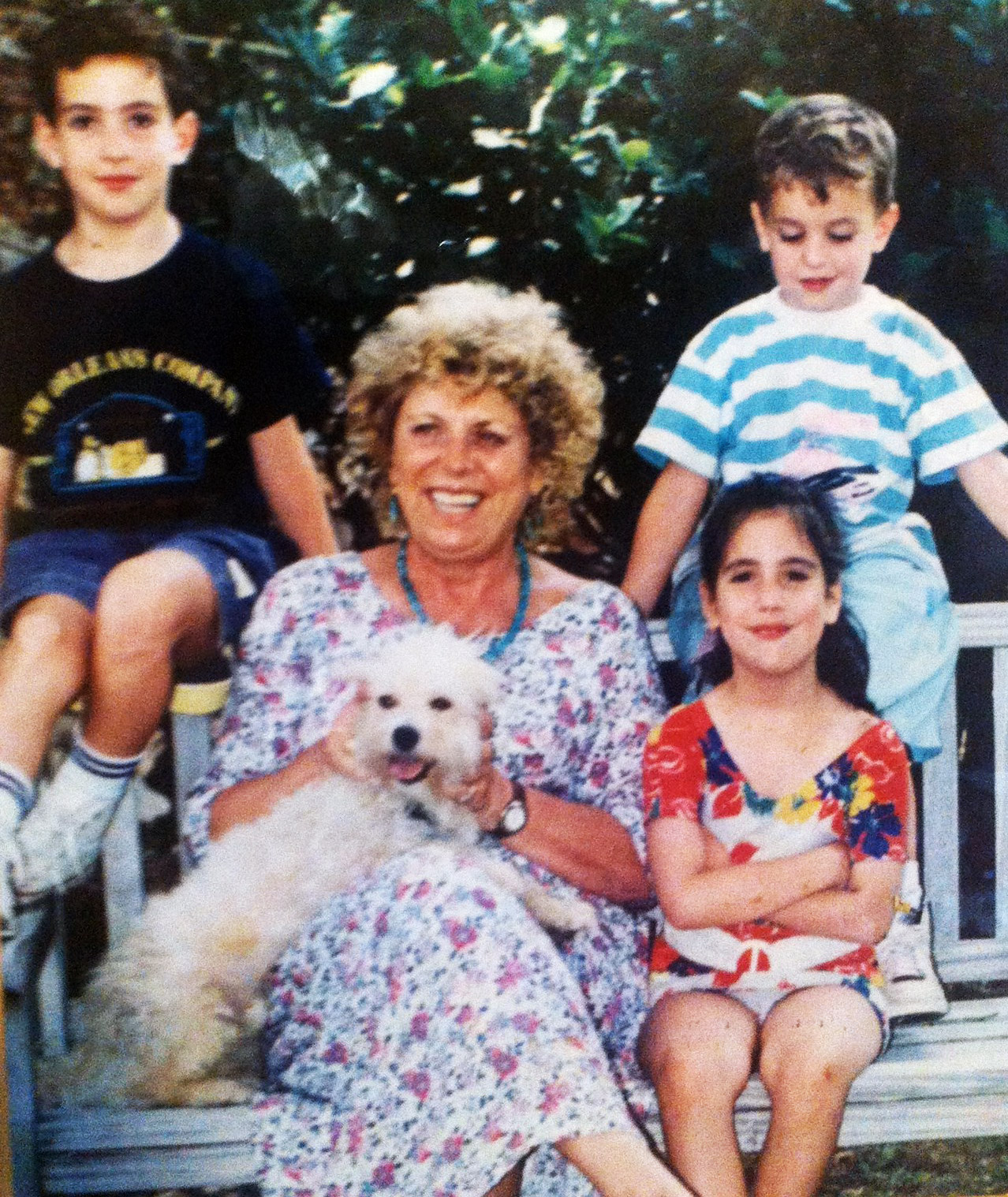
Aloni con i nipoti negli anni 2000.

Nel 1965, Aloni è eletta alla Knesset nella lista dell'Allineamento, un'alleanza di Mapai e Ahdut HaAvoda, e successivamente fonda l'Israel Consumers Council, che presiede per quattro anni. Lascia l'Allineamento nel 1973 e fonda il Movimento per i Diritti dei Cittadini, che diviene noto come Ratz. Il partito sostiene la riforma elettorale, la separazione di religione e stato e i diritti umani e ottiene tre seggi nelle elezioni della Knesset del 1973. Ratz ha inizialmente sostenuto il governo guidato dall'Allineamento con Aloni come Ministro senza Portafoglio, ma Aloni si dimette immediatamente per protesta alla nomina di Yitzhak Rafael come Ministro delle Religioni.
Durante gli anni '70 Aloni lavora per creare un dialogo con i palestinesi nella speranza di raggiungere un accordo di pace duraturo. Durante la guerra del Libano del 1982 Aloni fonda l'International Center for Peace in the Middle East. Nel periodo precedente alle elezioni israeliane del 1984, Ratz si  allinea con Peace Now e il Campo di sinistra di Israele per aumentare il proprio peso nella Knesset a cinque seggi. Nel 1992, Aloni guida Ratz in un'alleanza con Shinui e Mapam per formare il nuovo partito Meretz, che  vince 12 seggi sotto la sua leadership nelle elezioni di quell'anno. Aloni è nominata ministra dell'educazione nel governo di Yitzhak Rabin ma è costretta a dimettersi dopo un anno a causa delle sue dichiarazioni esplicite su questioni di religione. Come ministra dell'Istruzione, Aloni ha anche criticato le visite organizzate dagli alunni delle scuole superiori israeliane ai campi di concentramento dell'Olocausto sulla base del fatto che tali visite stavano trasformando i giovani israeliani in aggressivi e xenofobi nazionalisti, sostenendo che gli studenti "marciano con bandiere spiegate, come se fossero venuti per conquistare Polonia". Aloni è quindi rinominata Ministra delle comunicazioni e della scienza e della cultura e ha prestato servizio fino al 1996 quando si è ritirata dalla politica attiva.
Aloni accoglie gli accordi di Oslo del 1993 come una svolta positiva su scala storica: "Mi sento come il 29 novembre [la data del piano di partizione delle Nazioni Unite per la Palestina]; non sapevamo allora verso cosa stavamo andando, ma sapevamo che ci stavamo dirigendo verso grandi giorni".
Dopo il massacro di 29 musulmani a Hebron, in Cisgiordania, il 25 febbraio 1994 perpetrato da Baruch Goldstein, Aloni ha chiesto l'espulsione dei coloni israeliani da Hebron. Ha anche condannato i viaggi del liceo nei siti dell'Olocausto perché li considerava dannosi per lo spirito della gioventù israeliana.

## Ultimi anni
In un'intervista del 2002 con la giornalista americana Amy Goodman, Aloni ha detto che le accuse di antisemitismo sono "un trucco che usiamo" per reprimere le critiche a Israele provenienti dagli Stati Uniti, mentre per le critiche provenienti dall'Europa "menzioniamo l'Olocausto".
Aloni è stata membro del consiglio di Yesh Din, un'organizzazione fondata nel 2005 che si occupa dei diritti umani nei territori palestinesi occupati. Ha difeso l'uso del termine "apartheid" da parte del presidente degli Stati Uniti Jimmy Carter nel titolo del suo libro, Palestine: Peace Not Apartheid. Più tardi, Aloni disse: "Detesto nascondere le cose che dovrebbero essere fatte alla luce del sole".

## Vita privata
Con il marito Reuven Aloni ha avuto tre figli:
- Dror Aloni – già sindaco di Kfar Shmaryahu e preside del Herzliya Hebrew Gymnasium
- Nimrod Aloni – filosofo dell'educazione
- Udi Aloni – regista, scrittore e artista

Reuven Aloni muore nel 1988. Shulamit Aloni muore a 85 anni, il 24 gennaio 2014.

## Premi e onorificenze
- Nel 1998, Aloni ha ricevuto un premio speciale alla vita del Premio Emil Grunzweig per i diritti umani dall'Associazione per i diritti civili in Israele.[10]
- Nel 2000, ha ricevuto il Premio Israele, per i suoi risultati a vita e il suo contributo speciale alla società e allo Stato di Israele.[11][12]

## Opere
- "Up the down escalator" in Sisterhood Is Global: The International Women's Movement Anthology, ed. Robin Morgan, 1984.[13]
- Democracy in Shackles (Demokratia be'azikim), Am Oved (HE) [14]
- The Citizen and His Country, pubblicato nel 1958
- Israel: Democracy or Ethnocracy? pubblicato nel 2008